# 甜醋

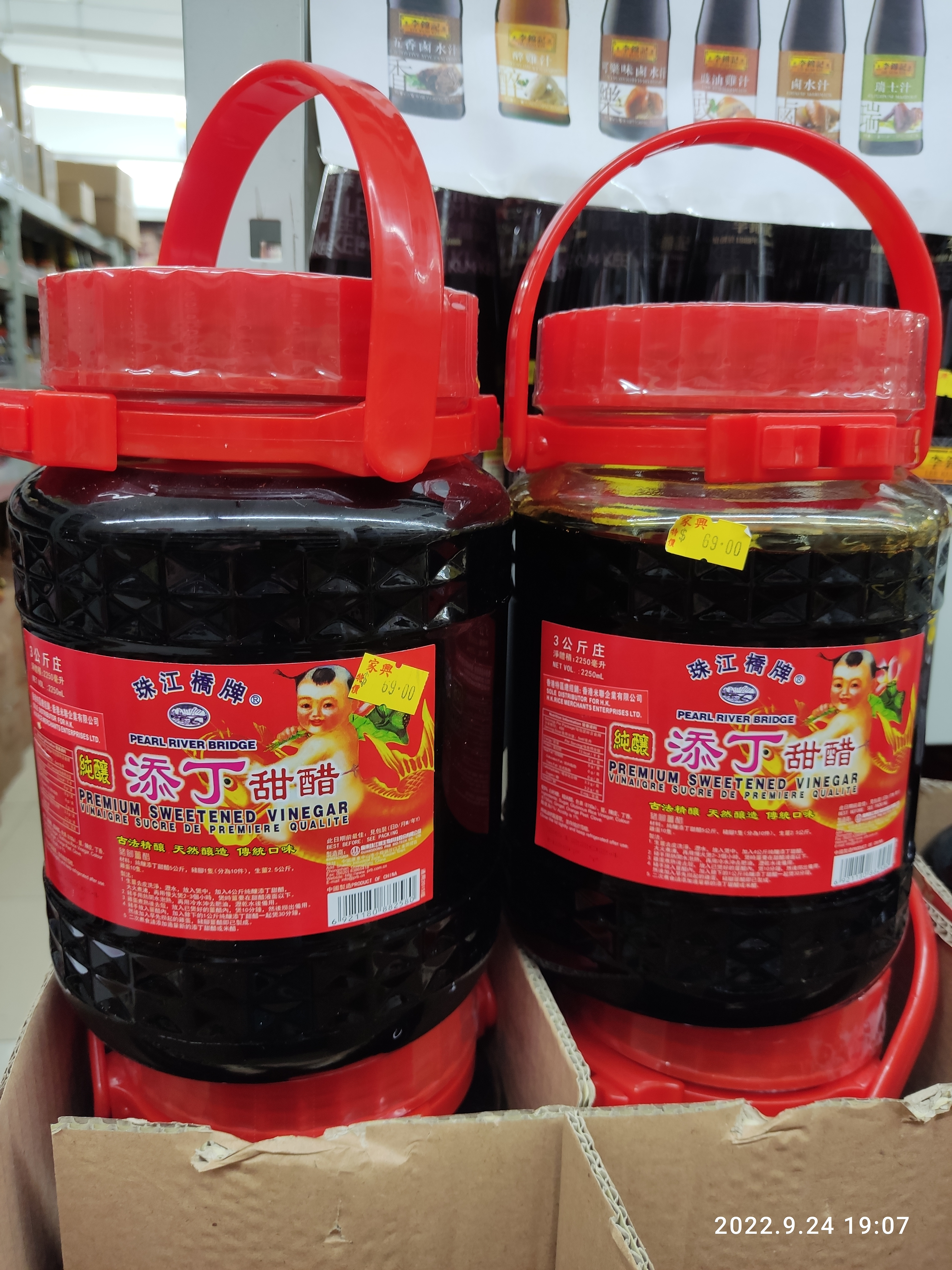

甜醋是食醋的一種，起源於中國廣東，色澤像鎮江香醋，但味道帶甜。甜醋以糯米釀製，並加入片糖、薑、陳皮、丁香作調味。廣東婦女坐月時食用的豬腳薑醋（簡稱豬腳薑或薑醋） ，便是以甜醋製成。